# Dinoptera anthracina
Dinoptera anthracina là một loài bọ cánh cứng trong họ Cerambycidae.